# Manuel López Santaella
Manuel López Santaella  (Carmona, 1804-Madrid, 1867) fue un religioso español, comisario general de Cruzada y senador vitalicio.

## Biografía
Nacido en Carmona (Sevilla) el 25 de enero de 1804, hijo de labradores, inició los estudios de Filosofía en la Universidad de Sevilla en 1817 gracias a la ayuda de unos tíos eclesiásticos adinerados. Pasó luego a estudiar Leyes y en febrero de 1825, «inesperadamente» fue ordenado subdiácono. En 1827, ya diácono, obtuvo el curato de El Madroño, en la diócesis de Huelva. En 1831, «de resultas de haber ocultado y favorecido en su evasión al coronel Marqués, tuvo que emigrar a Portugal, donde después de muchos apuros logró acogerse a la escuadra francesa». Viajó por Francia, Italia y Bélgica y en París se dedicó a los estudios de mineralogía. Años más tarde llegaría a impartir clases de geología en el Ateneo de Madrid. De vuelta a España en 1834 ejerció brevemente como abogado en Barcelona antes de regresar a su tierra. Tras renunciar al curato, en agosto de 1835 obtuvo un nombramiento de canónigo en Jaén y poco después el de arcediano de Huete en la catedral de Cuenca. En febrero de 1837 ocupó plaza de diputado suplente por la circunscripción de Sevilla en sustitución de Miguel Corbacho Valdés. En su condición de diputado, cargo en el que permaneció hasta noviembre del mismo año, será uno de los firmantes de la Constitución de 1837. En 1856, en un memorial que él mismo redactó en su defensa y publicó en su exilio de Montpellier, decía sobre ello:

Fui diputado sin gestionarlo y senador sin tan siquiera haberlo insinuado. Desde que contra mis aspiraciones salí a la vida pública, he seguido la suerte del partido moderado, y cuantas vicisitudes ha sufrido, otras tantas me han alcanzado y no en parte insignificante. Por una suerte que puede más bien ser Providencia que azar, he intervenido en los grandes sucesos de nuestros días.

En septiembre de 1840 la junta revolucionaria que acabó con la regencia de María Cristina le ordenó abandonar Madrid en el plazo de 24 horas y tomar posesión de su canonjía en Cuenca, donde permaneció hasta el pronunciamiento de 1843. Arcediano de Huete y presidente del cabildo de la Catedral de Cuenca, en septiembre de 1843 fue elegido senador por esa circunscripción y senador vitalicio en la legislatura de 1845-1846, continuando en ese puesto hasta 1867, con la única excepción de los años correspondientes al Bienio Progresista de 1854 a 1856.
Nombrado comisario general de Cruzada a la muerte de José Alcántara Navarro, en junio de 1848, y confirmado por breve de Pio IX de mayo de 1849, siendo Narváez presidente del gobierno, al cesar este y ser sustituido por Bravo Murilllo en la jefatura del gobierno se suprimió la Comisaría de Cruzada por decreto de 6 de abril de 1851, pasando sus funciones al arzobispo de Toledo al tiempo que se le abría una investigación por su gestión de los fondos de la Cruzada.
Benito Pérez Galdós en Los duendes de la camarilla presenta su elección para el cargo de comisario general de Cruzada como resultado de las intrigas de la corte y las disensiones entre las facciones del partido moderado y la camarilla de sor Patrocinio por ganar influencia ante la reina: 

Pues verás: Vacó la Comisaría General de Cruzada, que es plaza muy lucida, enorme golosina de clérigos; el Gobierno quería meter al poeta D. Juan Nicasio [Gallego]; la Madre [sor Patrocinio] hipaba por el Padre Batanero [Manuel Batanero, S. J.], que a sus muchos títulos unía el de haber sido carlistón. Los moderados presentaron a D. Manuel López Santaella, arcediano de Cuenca. De nada nos valió el tocar con tiempo todas las teclas, porque esa perra se nos anticipó a mover los títeres de Roma, donde su marido tiene relaciones y gran amaño por el negocio de Preces; y nada... que nos ganó la partida, y quedaron satisfechos Narváez y Sartorius, y nosotras burladas... Para que la Madre no chillara, le dieron dedada de miel presentando al Capuchino Fray Fermín de Alcaraz, el diablo de marras, para la mitra de Cuenca... Ahí tienes un triunfo del sacerdocio gentil sobre este otro sacerdocio de ley. Eufrasia se quedó riendo, y Santaella pescó la Comisaría. ¿Tienes noticia del famoso pasquín? Por cierto que cavilando en quién podría ser autor de aquella chuscada, di en sospechar de Centurión, y tanto hice y tanto le estreché que al fin me confesó que él puso al pie de la estatua de Isabel, en la plaza del mismo nombre, el letrerito de que tanto se habló en Madrid: Ni Santo él, ni Santa ella.

De la estatua de Isabel II colocada en 1850 en la plaza de su nombre, frente al teatro de la Ópera, obra en bronce de José Piquer, dice Pedro de Répide en Las calles de Madrid que fue costeada por Santaella, al que Luis José Sartorius, conde de San Luis, habría convencido «para que imitara en algo a su predecesor Fernández Varela, que costeó la estatua de Cervantes». Pero, ausente el Ayuntamiento, su inauguración careció de la brillantez que había revestido aquella y, a la mañana siguiente, apareció en el pedestal un pasquín que decía:

Santaella, de Isabel
costeó la estatua bella,
y del vulgo el eco fiel
dice que no es Santo él,
ni tampoco Santa ella.

En 1856, avisado según su propio testimonio de que iba a ser detenido, escapó a Francia donde publicó un memorial defendiendo su actuación al frente de la comisaría de la Cruzada en los años de 1850 a 1851, gestión por la que el Tribunal de Cuentas le había abierto expediente, acusado de prodigalidad y de haber tomado adelantados fondos de Cruzada que no se habían reintegrado.
Retornó a España tras la inhibición del Tribunal Supremo por su condición de senador, pero en enero de 1859 el Senado, constituido en Tribunal de Justicia competente para enjuiciar a los senadores le suspendió de asistencia a sus sesiones por «la inculpación que pesa sobre él». En respuesta dio a luz nuevamente, ahora en Madrid, la Memoria redactada en Montpellier. Finalmente, en su sesión del sábado 28 de diciembre de 1867, el Senado quedó enterado de la sentencia absolutoria del Tribunal de la Rota, «que ha causado ejecutoria» según el Diario de Sesiones, donde recibía ya tratamiento de «ex-comisario de la Cruzada» por fallecimiento.